# Božikovac
Božikovac – wieś w Bośni i Hercegowinie, w Federacji Bośni i Hercegowiny, w kantonie środkowobośniackim, w gminie Jajce. W 2013 roku pozostawała niezamieszkana.